# Chi Lan Huệ
Hippeastrum /ˌhɪpiːˈæstrəm/ là một chi có khoảng 90 loài và hơn 600 loài lai và giống cây trồng. Hippeastrum là một chi phân tông Hippeastrineae, tông Hippeastreae, phân họ Amaryllidoideae của họ Amaryllidaceae Tên chi được đặt bởi nhà thực vật học William Herbert.

## Phân bố và môi trường sống
Các loài Hippeastrum tập trung nhiều nhất ở hai trung tâm đa dạng loài (centre of diversity), một ở miền đông Brazil và một còn lại ở trung tâm miền nam Andes thuộc Peru, Bolivia và Argentina, tại sườn đông gần foothill. Vài loài sống xa lên phía bắc tại Mexico và miền tây Đông Ấn. Chi này được cho là có gốc ở Brazil, nơi ít nhất 34 được phát hiện. Môi trường sống chủ yếu là nhiệt đới và cận nhiệt đới. Nhiều loài sống ở các tầng cây thấp, trong khi nhiều loài lại ưa nắng. Hippeastrum angustifolium là ví dụ cho loài thích vùng lũ. Cũng có các loài thực vật biểu sinh như Hippeastrum aulicum, Hippeastrum calyptratum, Hippeastrum papilio và Hippeastrum arboricola thuộc phân chi Omphalissa.

## Bảo tồn
Các loài sau đây được xem là bị đe dọa hay sắp nguy cấp do môi trường sống tự nhiên của chúng đang xuống cấp, Theo sách đỏ IUCN:
- Hippeastrum arboricolum (Argentina)
- Hippeastrum aviflorum (Argentina)
- Hippeastrum canterai (Uruguay)
- Hippeastrum ferreyrae (Peru)
- Hippeastrum petiolatum (Argentina & Brazil)

## Loài
- Hippeastrum aglaiae (A.Cast.) Hunz. & A.A.Cocucci
- Hippeastrum amaru (Vargas) Meerow
- Hippeastrum andreanum Baker
- Hippeastrum angustifolium Pax
- Hippeastrum anzaldoi (Cárdenas) Van Scheepen
- Hippeastrum apertispathum (Traub) H.E.Moore
- Hippeastrum arboricola (Ravenna) Meerow
- Hippeastrum argentinum (Pax) Hunz.
- Hippeastrum aulicum (Ker Gawl.) Herb.
- Hippeastrum aviflorum (Ravenna) Dutilh
- Hippeastrum blossfeldiae (Traub & J.L.Doran) Van Scheepen
- Hippeastrum brasilianum (Traub & J.L.Doran) Dutilh
- Hippeastrum breviflorum Herb.
- Hippeastrum bukasovii (Vargas) Gereau & Brako
- Hippeastrum caiaponicum (Ravenna) Dutilh
- Hippeastrum calyptratum (Ker Gawl.) Herb.
- Hippeastrum canterai Arechav.
- Hippeastrum caupolicanense (Cárdenas) Van Scheepen
- Hippeastrum chionedyanthum (Cárdenas) Van Scheepen
- Hippeastrum condemaitae (Vargas & E.Pérez) Meerow
- Hippeastrum correiense (Bury) Worsley
- Hippeastrum crociflorum Rusby
- Hippeastrum curitibanum (Ravenna) Dutilh
- Hippeastrum cuzcoense (Vargas) Gereau & Brako
- Hippeastrum cybister (Herb.) Benth. ex Baker
- Hippeastrum damazianum Beauverd
- Hippeastrum divijulianum (Cárdenas) Meerow
- Hippeastrum doraniae (Traub) Meerow
- Hippeastrum elegans (Spreng.) H.E.Moore
- Hippeastrum escobaruriae (Cárdenas) Van Scheepen
- Hippeastrum espiritense (Traub) H.E.Moore
- Hippeastrum evansiae (Traub & I.S.Nelson) H.E.Moore
- Hippeastrum ferreyrae (Traub) Gereau & Brako
- Hippeastrum forgetii Worsley
- Hippeastrum fragrantissimum (Cárdenas) Meerow
- Hippeastrum fuscum Kraenzl.
- Hippeastrum gertianum (Ravenna) Dutilh
- Hippeastrum glaucescens (Mart. ex Schult. & Schult.f.) Herb.
- Hippeastrum goianum (Ravenna) Meerow
- Hippeastrum guarapuavicum (Ravenna) Van Scheepen
- Hippeastrum harrisonii (Lindl.) Hook.f.
- Hippeastrum hemographes (Ravenna) Dutilh
- Hippeastrum hugoi (Vargas) Gereau & Brako
- Hippeastrum iguazuanum (Ravenna) T.R.Dudley & M.Williams
- Hippeastrum incachacanum (Cárdenas) Van Scheepen
- Hippeastrum intiflorum (Vargas) Gereau & Brako
- Hippeastrum kromeri (Worsley) Meerow
- Hippeastrum lapacense (Cárdenas) Van Scheepen
- Hippeastrum leonardii (Vargas) Gereau & Brako
- Hippeastrum leopoldii T.Moore
- Hippeastrum leucobasis (Ravenna) Dutilh
- Hippeastrum macbridei (Vargas) Gereau & Brako
- Hippeastrum machupijchense (Vargas) D.R.Hunt
- Hippeastrum mandonii Baker
- Hippeastrum maracasum (Traub) H.E.Moore
- Hippeastrum marumbiense (Ravenna) Van Scheepen
- Hippeastrum miniatum (Ruiz & Pav.) Herb.
- Hippeastrum mollevillquense (Cárdenas) Van Scheepen
- Hippeastrum monanthum (Ravenna) Meerow
- Hippeastrum morelianum Lem.
- Hippeastrum nelsonii (Cárdenas) Van Scheepen
- Hippeastrum oconequense (Traub) H.E.Moore
- Hippeastrum papilio (Ravenna) Van Scheepen
- Hippeastrum paquichanum (Cárdenas) Dutilh
- Hippeastrum paradisiacum (Ravenna) Meerow
- Hippeastrum paranaense (Traub) Meerow
- Hippeastrum pardinum (Hook.f.) Dombrain
- Hippeastrum parodii Hunz. & A.A.Cocucci
- Hippeastrum petiolatum Pax
- Hippeastrum pilcomaicum (Ravenna) Meerow
- Hippeastrum psittacinum (Ker Gawl.) Herb.
- Hippeastrum puniceum (Lam.) Voss. Syn. H. equestre (Aiton)
- Hippeastrum reginae (L.) Herb.
- Hippeastrum reticulatum (L'Hér.) Herb. Syn H. striatifolium (Sims)
- Hippeastrum rubropictum (Ravenna) Meerow
- Hippeastrum santacatarina (Traub) Dutilh
- Hippeastrum scopulorum Baker
- Hippeastrum starkiorum (I.S.Nelson & Traub) Van Scheepen
- Hippeastrum striatum (Lam.) H.E.Moore
- Hippeastrum stylosum Herb.
- Hippeastrum teyucuarense (Ravenna) Van Scheepen
- Hippeastrum traubii (Moldenke) H.E.Moore
- Hippeastrum umabisanum (Cárdenas) Meerow
- Hippeastrum vanleestenii (Traub) H.E.Moore
- Hippeastrum variegatum (Vargas) Gereau & Brako
- Hippeastrum viridiflorum Rusby
- Hippeastrum vittatum (L'Hér.) Herb.
- Hippeastrum wilsoniae L.J.Doran & F.W.Mey.
- Hippeastrum yungacense (Cárdenas & I.S.Nelson) Meerow

## Hình ảnh

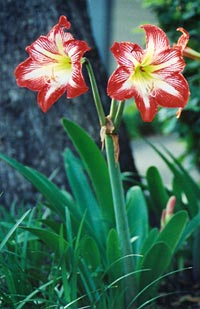
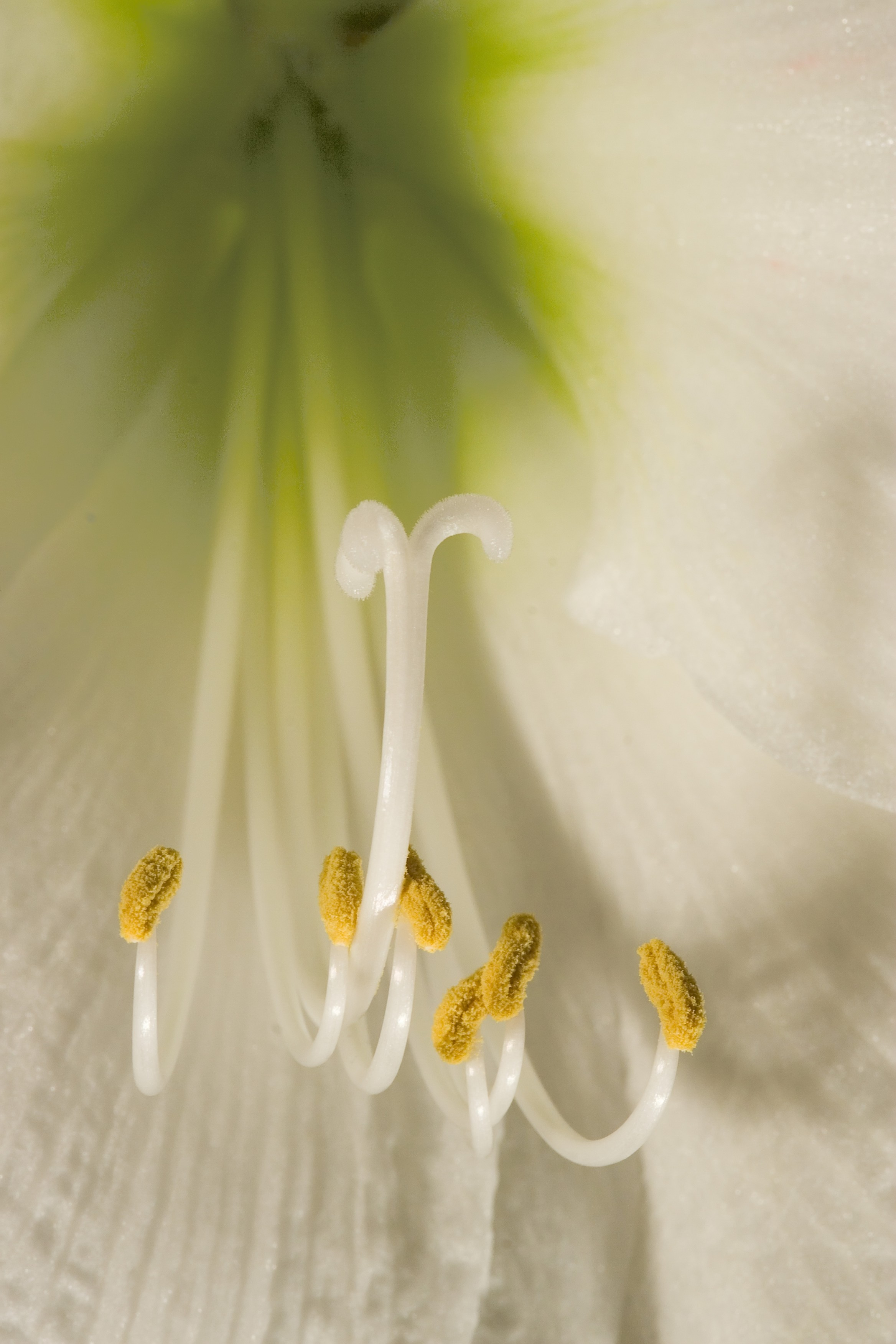
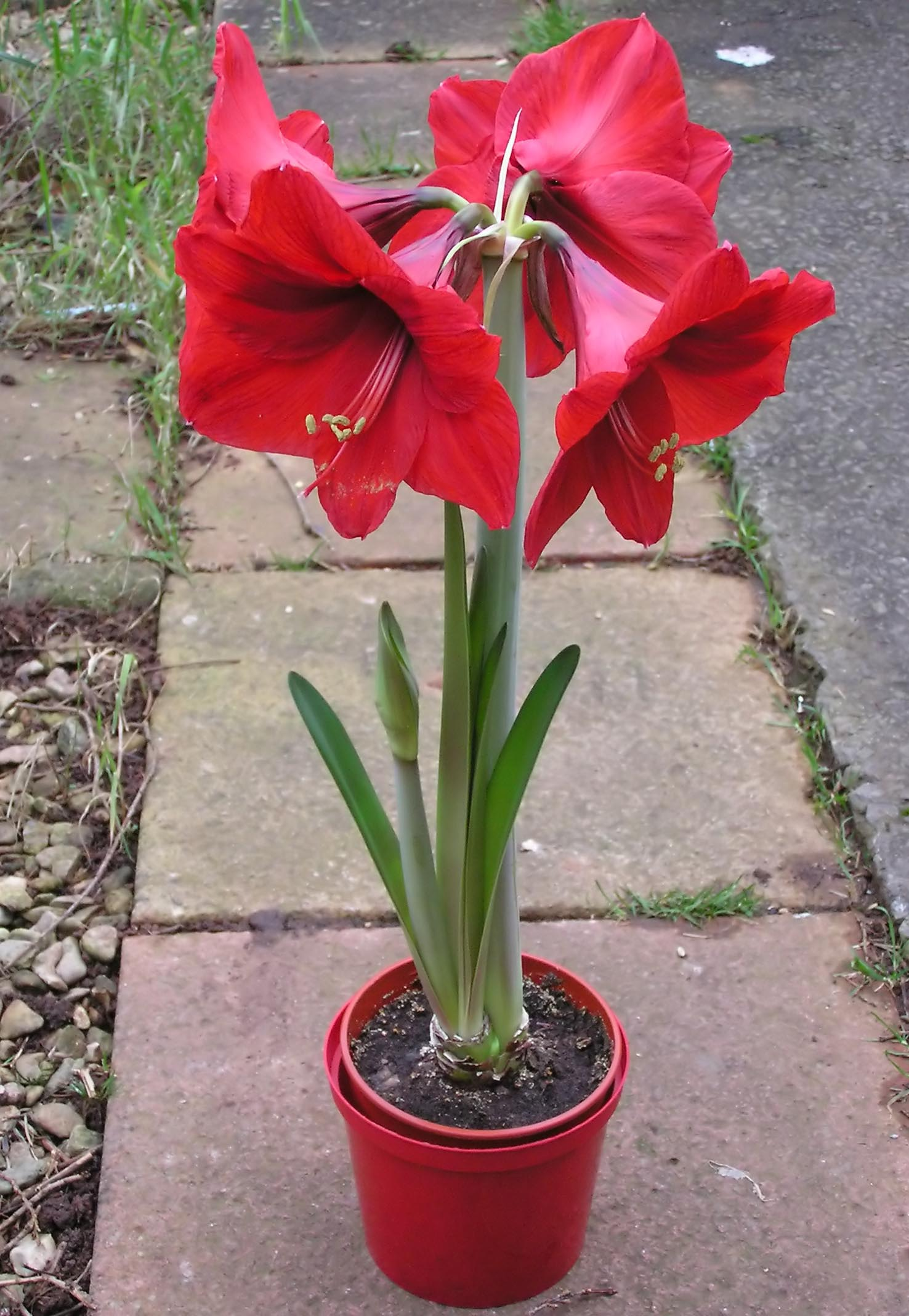
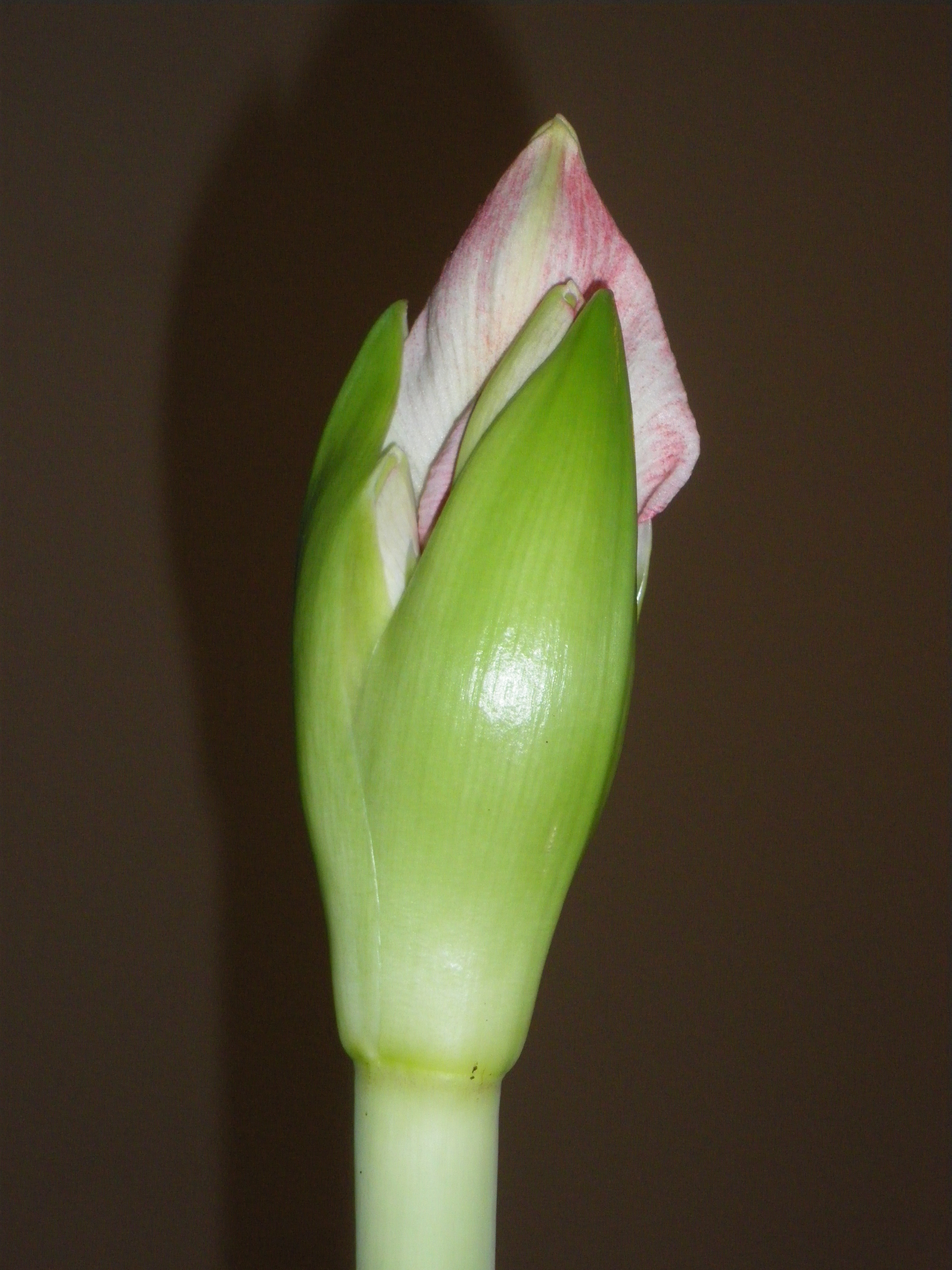